# 約瑟夫·戈什克維奇

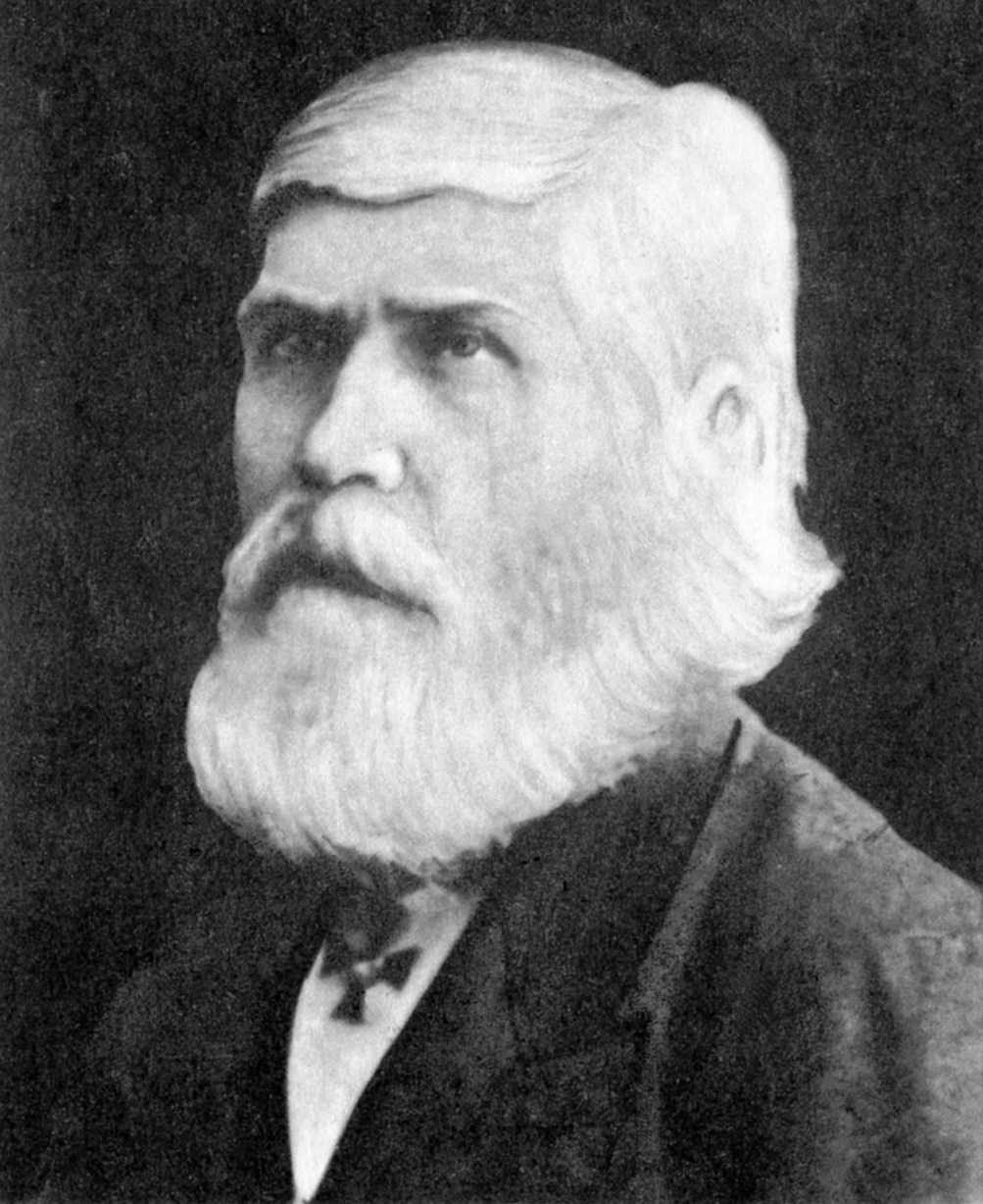
哥奇域治

約瑟夫·安東諾維奇·哥奇域治（俄语：Иосиф Антонович Гошкевич) ；1814年4月16日—1875年10月5日）是一名白俄罗斯裔的沙俄外交官和东方学家，懂得中、日、韓、蒙等語言。他1839年畢業於圣彼得堡神学院後，派駐俄罗斯驻北京使團至1848年。1853年至1855年被派駐日本，在葉夫菲米·普提雅廷的使團中擔任汉语翻译。1856年到1858年，他於俄罗斯帝国外交部亞洲司工作。1858年起，他擔任歷史上首位俄罗斯驻日本的外交代表，直至1865年 。
哥奇域治有多本以中国、日本為題，特別是日语和汉语特点的著作。1857年，他與一位日本人合寫了歷史上第一本日俄词典，於圣彼得堡出版。

## 克里米亚战争
1852年，他参加了葉夫菲米·普提雅廷的使團出訪日本，担任护卫舰帕拉达号上的翻译和顾问。 1月26日，参与签订《日俄和亲通好条约》。1855年7月，當他們乘双桅帆船Greta號离开日本時，由於當時正值克里米亚战争，他們於鄂霍次克海遇到英國海軍，被俘後送到香港。
他在港期間獲港督寶寧友善接待，並將見聞寫成一篇見聞錄，投稿至皇家亞洲學會香港分會學報，描寫了1850年代的香港社會實況。克里米亚战争後，他獲釋返回俄國。